# 雪村庵
雪村庵（せっそんあん）は、福島県郡山市西田町大田字雪村（三春町に隣接）にある庵。室町時代の画僧雪村が晩年、当地を活動の処としたとされる。

## 歴史
建築年不詳。現存する建物は、後世に再建されたもの。
1658年（明暦4年）、三春藩主秋田氏の菩提寺の僧侶一元紹碩が当時の古老から雪村が晩年に隠棲していた地であることを聞き、庵の扁額に書き残している。また、三春藩主秋田盛季に願い出て、雪村の死後に荒れ果てていた庵を再建し、桜梅山 雪村庵と名づけた。
なお、当地周辺は元々「李田」（すすもだ）という地名だったが、後に「雪村」と改称されている。
1968年（昭和43年）、本尊とされていた木造大日如来坐像（仏師乗円の作と考えられる）が県指定重要有形文化財に指定される。しかし、1980年（昭和55年）に盗難に遭う。

## 境内
正面にはそれぞれ、「雪村桜」、「雪村梅」と名づけられたシダレザクラと梅の古木があり、桜の名所の一つに数えられている。また、庵の左手にある小道は裏の竹林の中にある、雪村の墓と伝えられる花崗岩の大きな石に通じている。

## ギャラリー

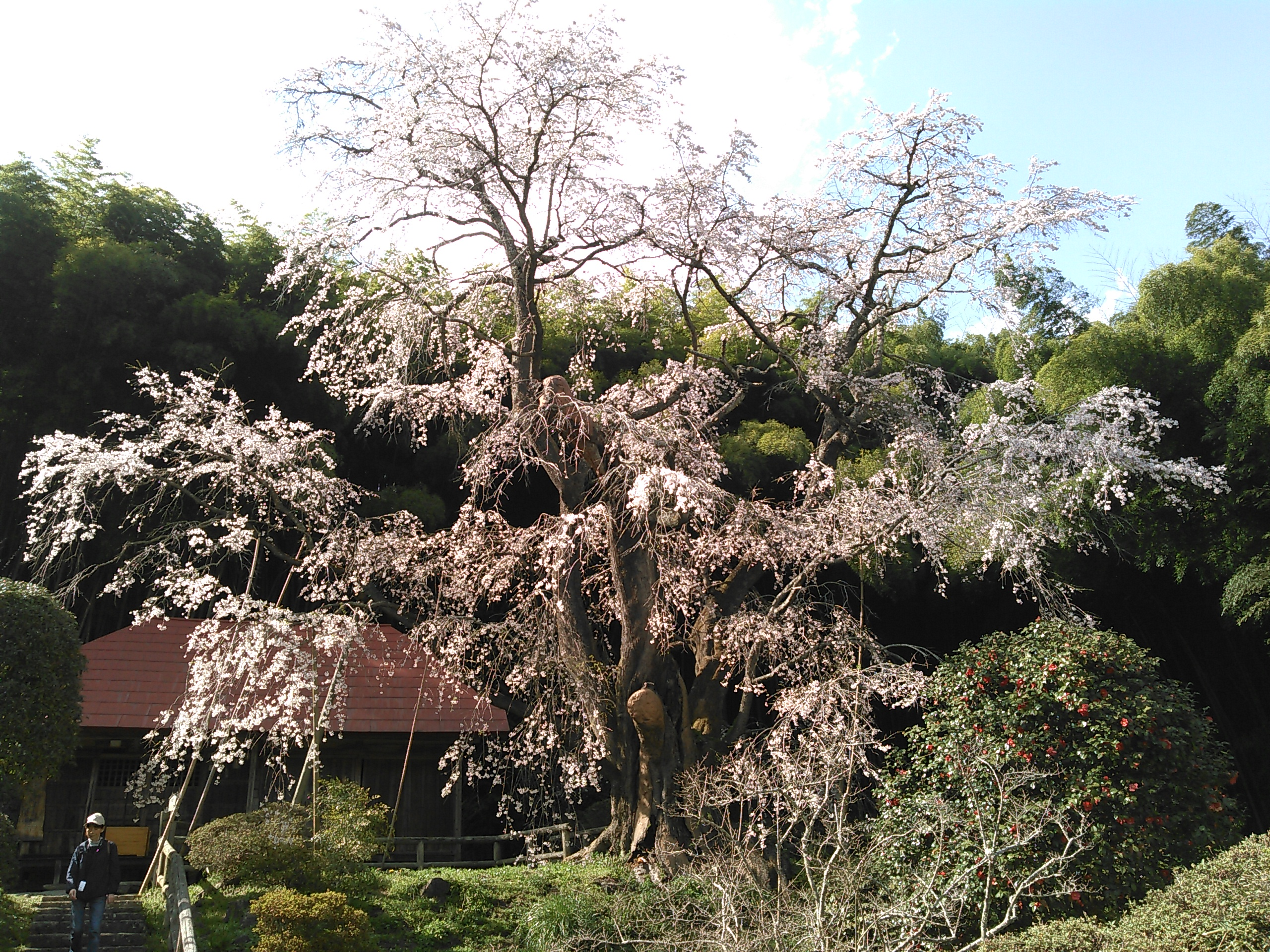
雪村桜
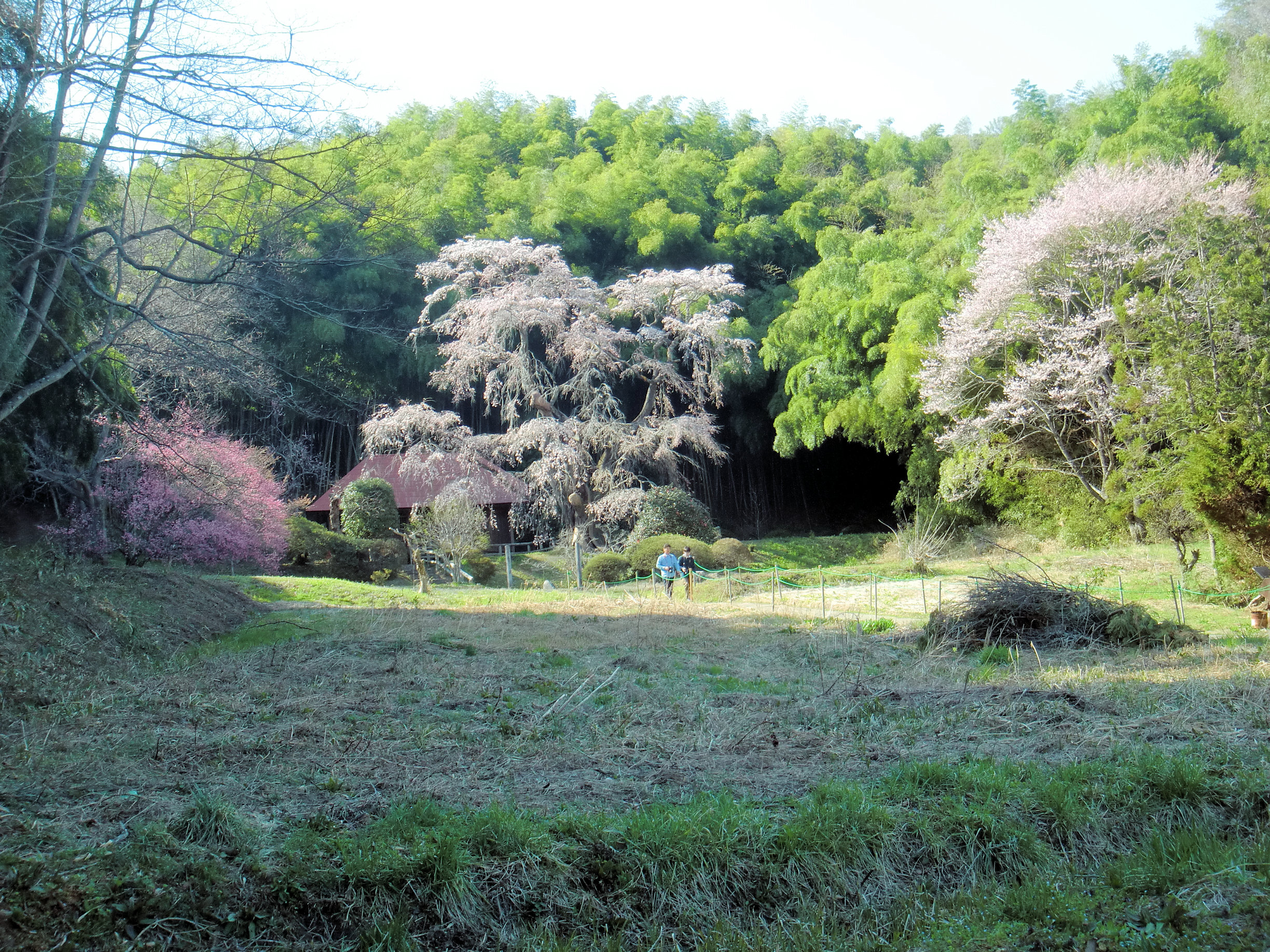
桜の季節
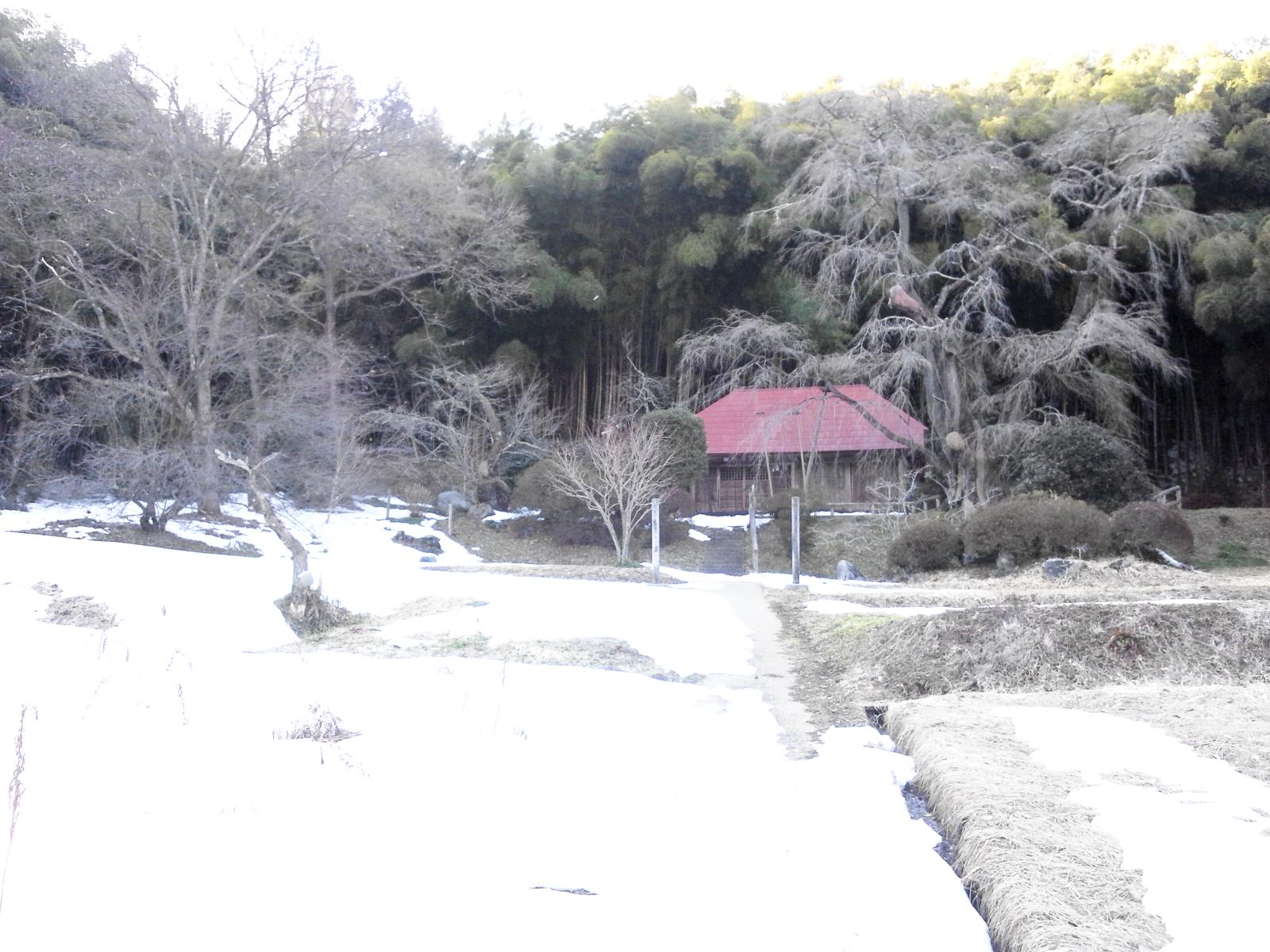
雪の季節
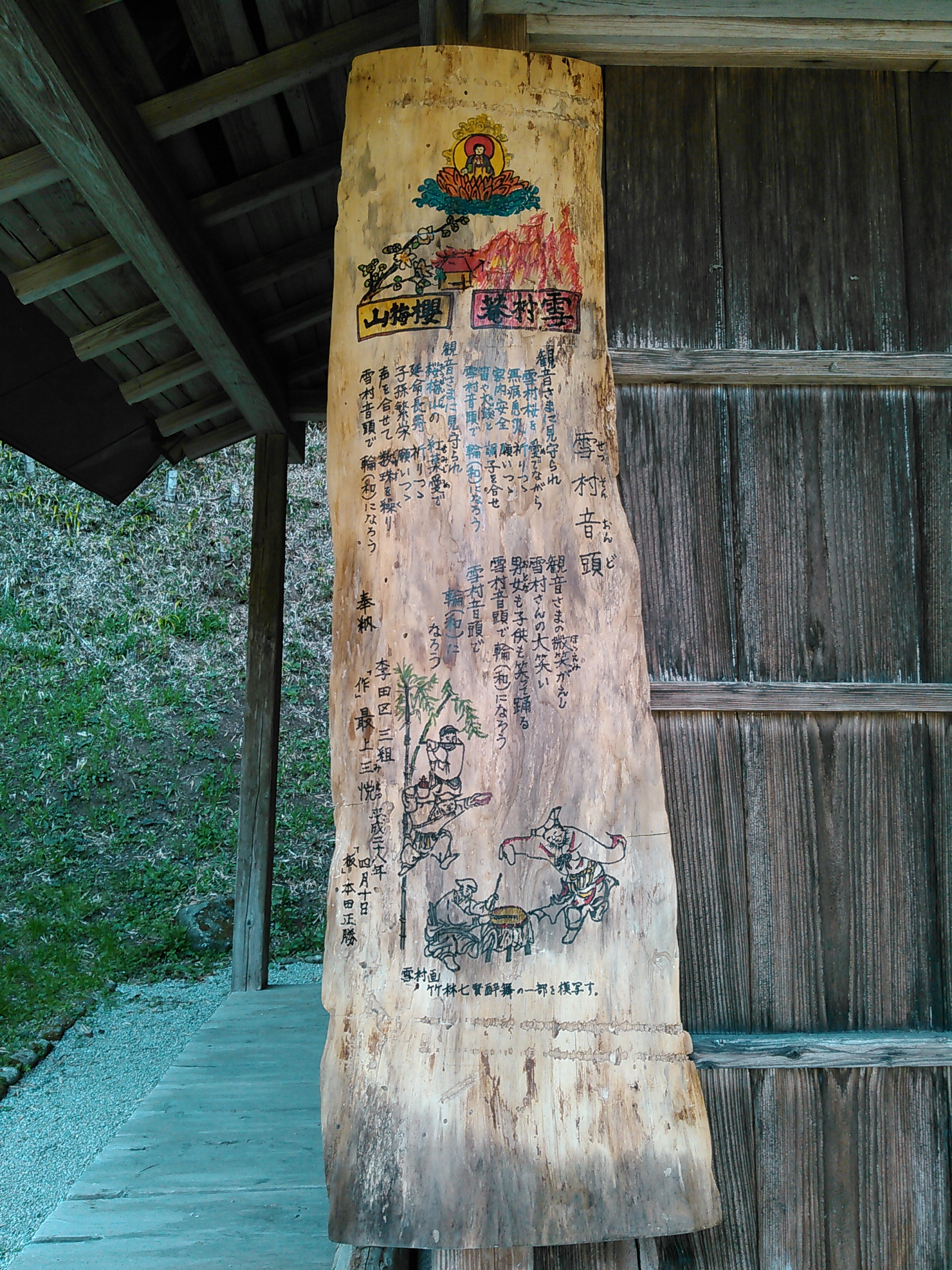
雪村音頭の絵馬
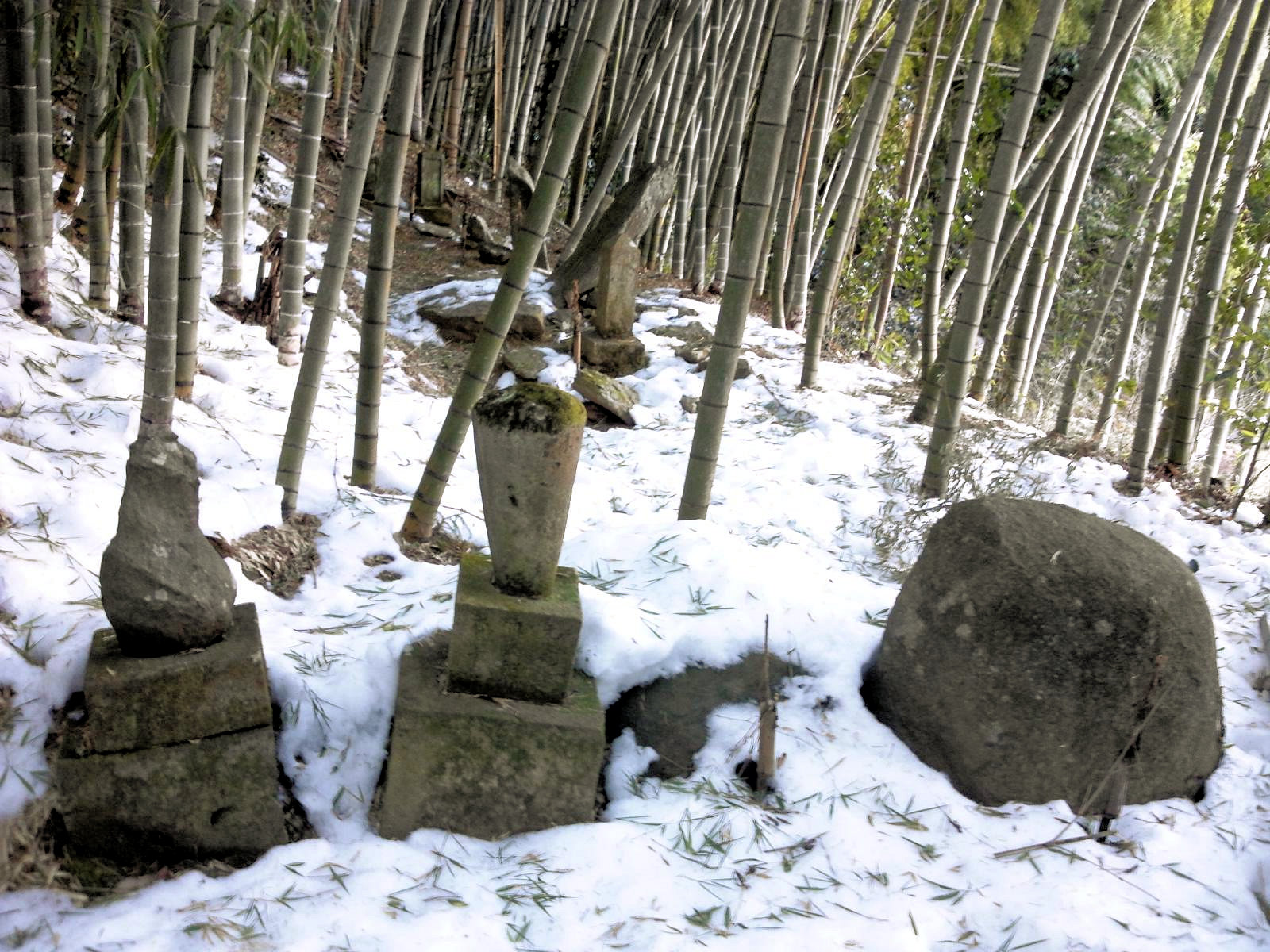
雪村の墓と伝わる岩 （右から二番目の岩）

## 周辺
- デコ屋敷 - 三春駒や三春張子人形の発祥地
- かんのや本店文助 - 家伝ゆべしなどの菓子で知られる菓子店の本店
- 法蔵寺 - 約百種もの蓮や紅枝垂れ桜、ツツジ、アジサイ等の花が楽しめる

## アクセス
- JR東日本磐越東線三春駅より西へ徒歩15分
- 磐越自動車道郡山東ICより車で12分、駐車場あり